# Флавий Амантий
Вижте пояснителната страница за други личности с името Амантий.
Флавий Амантий (на латински: Flavius Amantius) е политик на Римската империя през 4 век.
През 345 г. той е консул заедно с Марк Нумий Албин.